# Galeria de Catalans Il·lustres
La galeria de Catalans Il·lustres és una galeria de retrats de personalitats catalanes creada per l'Ajuntament de Barcelona l'any 1871, gràcies a l'impuls de Francesc de Paula Rius i Taulet. Els retrats que la componen formen part de les col·leccions del Museu d'Història de Barcelona, MUHBA, i des del 1972 s'exposen a la seu de la Reial Acadèmia de Bones Lletres de Barcelona, al palau Requesens Anteriorment, havien estat ubicats al saló de Cent de la Casa de la Ciutat i a l'antic arsenal (actual Parlament) de la Ciutadella. La incorporació d'un retrat a la galeria es decideix per acord de l'Ajuntament. Posteriorment, es fa la presentació del retrat i una evocació acadèmica del personatge, que comporta normalment l'estudi de la seva biografia i mèrits. La darrera incorporació d'un retrat a la galeria, el 47è de la sèrie, es va produir l'any 1971.

## Llista de retrats
| Personatge                                   | Data d'incorporació del retrat a la galeria | Autor del retrat                  |
| -------------------------------------------- | ------------------------------------------- | --------------------------------- |
| Bonaventura Carles Aribau                    | 1882                                        | Ramon Martí i Alsina              |
| Jaume Balmes                                 | 1880                                        | Pere Borrell del Caso             |
| Joaquim Maria Bartrina                       | 1916                                        | José Cuchy Arnau                  |
| Ramon Batlle i Ribas                         | 1915                                        | Antoni Utrillo                    |
| Miquel Biada i Bunyol                        | 1915                                        | Cristòfol Monserrat i Jorba       |
| Bernat Boïl                                  | 1897                                        | Frederic Trias i Giró             |
| Damià Campeny                                | 1883                                        | Tomàs Moragas                     |
| Antoni de Capmany                            | 1871                                        | Manuel Ferran i Bayona            |
| Antoni Maria Claret                          | 1954                                        | Ramon de Capmany                  |
| Pau Claris                                   | 1880                                        | Antoni Reynés                     |
| Josep Anselm Clavé                           | 1897                                        | Josep Casanovas i Clerch          |
| Ramon Llàtzer de Dou i de Bassols            | 1916                                        | Ernest Soler i de les Cases       |
| Manuel Duran i Bas                           | 1948                                        | Victor Moya                       |
| Josep Ferrer i Vidal                         | 1906                                        | Juli Borrell i Pla                |
| Estanislau Figueras                          | 1906                                        | Cristòfol Monserrat i Jorba       |
| Joan Fiveller                                | 1881                                        | Ramon Padró                       |
| Joan Pere Fontanella                         | 1877                                        | Benet Mercadé                     |
| Antoni Franch i Estalella                    | 1902                                        | Joan Brull                        |
| Francesc Vicent Garcia, rector de Vallfogona | 1882                                        | Francesc Masriera                 |
| Antoni Gaudí                                 | 1967                                        | Francesc Domingo                  |
| Antoni Gimbernat i Arbós                     | 1879                                        | Josep Texidor i Busquets          |
| Eusebi Güell i Bacigalupi                    | 1953                                        | Victor Moya                       |
| Joan Güell i Ferrer                          | 1879                                        | Claudi Lorenzale                  |
| Carlos Ibáñez de Ibero, marquès de Mulhacén  | 1953                                        | Victor Moya                       |
| Josep Manso i Solà                           | 1883                                        | Ramon Padró                       |
| Joan Mañé i Flaquer                          | 1912                                        | Manuel Cusí i Ferret              |
| Joan Maragall                                | 1971                                        | Ramon Pichot i Soler              |
| Maria Josepa Massanés                        | 1915                                        | Lluïsa Vidal                      |
| Manuel Milà i Fontanals                      | 1888                                        | Josep Lluís Pellicer              |
| Elisenda de Montcada                         | 1953                                        | Jaume Pahissa i Laporta           |
| Guillem Ramon I de Montcada                  | 1886                                        | Ramon Tusquets                    |
| Narcís Monturiol                             | 1891                                        | Ricard Martí i Aguiló             |
| Ramon Muntaner                               | 1883                                        | Josep Parera i Romero             |
| Ramon de Penyafort                           | 1888                                        | Josep Maria Marquès i García      |
| Francesc Pi i Margall                        | 1906                                        | Francesc Torrescassana i Sallarés |
| Pau Piferrer                                 | 1881                                        | Josep Mirabent i Gatell           |
| Joan Prim i Prats                            | 1884                                        | Josep Cusachs i Cusachs           |
| Ramon Berenguer I                            | 1891                                        | Antoni Fuster Forteza             |
| Lluís de Requesens i Zúñiga                  | 1884                                        | Joan Vicens Cots                  |
| Francesc de Paula Rius i Taulet              | 1892                                        | Josep Maria Marquès i García      |
| Bartomeu Robert                              | 1906                                        | Fèlix Mestres i Borrell           |
| Francesc Salvà i Campillo                    | 1886                                        | Joan Llimona                      |
| Frederic Soler, Pitarra                      | 1897                                        | Arcadi Mas i Fontdevila           |
| Fèlix Torres i Amat de Palou                 | 1902                                        | Lluís Graner                      |
| Jacint Verdaguer                             | 1906                                        | Josep Maria Tamburini i Dalmau    |
| Antoni Viladomat                             | 1872                                        | Antoni Caba                       |
| Pere Virgili                                 | 1892                                        | Francesc Galofré i Oller          |